# Miyajimaguchi
Miyajimaguchi (宮島口, Miyajimaguchi) désigne un quartier de la ville de Hatsukaichi (depuis 2005) dans la préfecture d'Hiroshima, située en face de l'île de Miyajima.

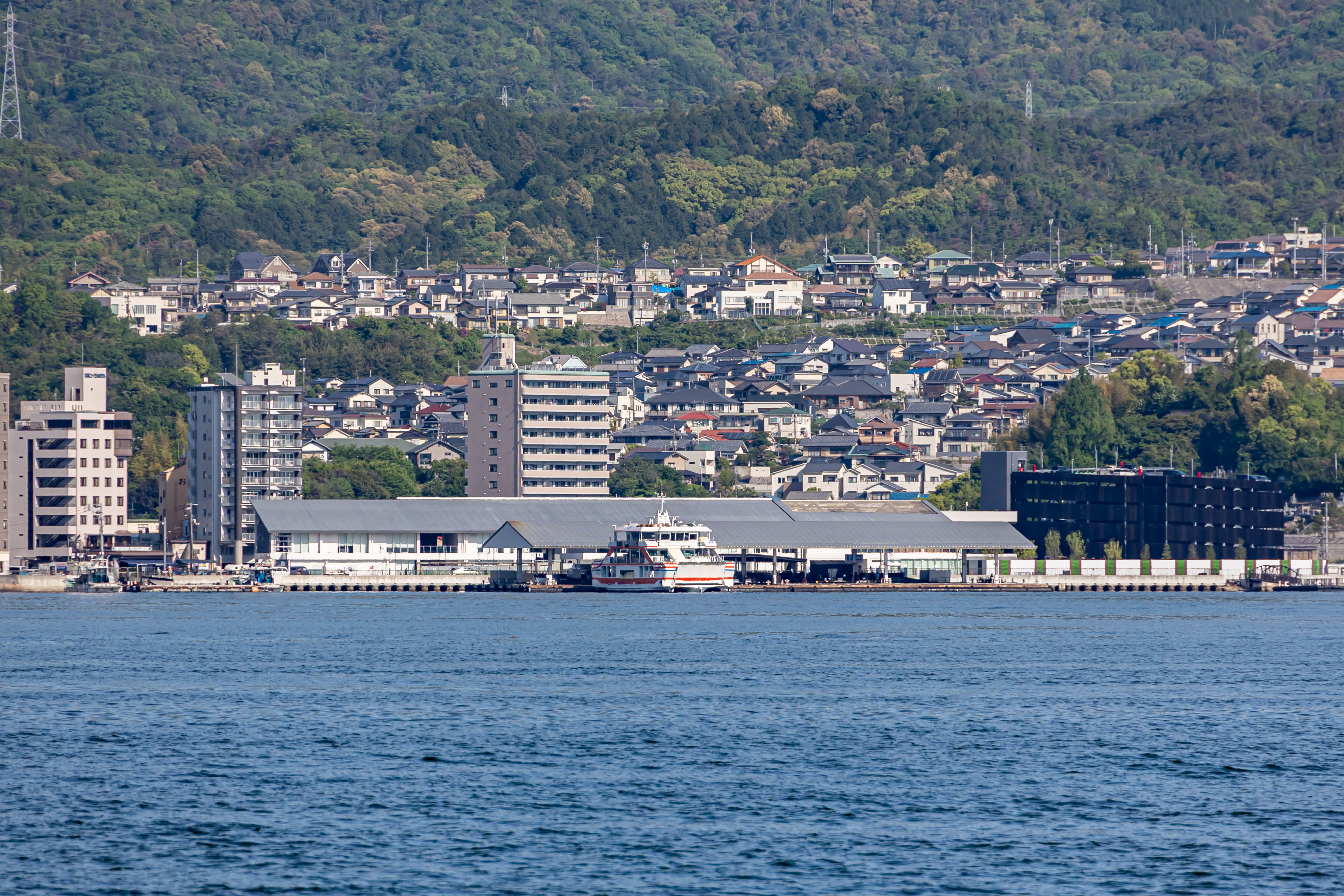
Miyajimaguchi

Elle est sur l'axe de la Route 2 passant d'Osaka à Fukuoka, la ligne principale Sanyō y passe, et elle est le terminus de la ligne 2 du tramway venant d'Hiroshima.

## Tourisme
Miyajimaguchi est la porte d'entrée de l'île de Miyajima. Les terminaux de ferry JR et de la ligne privée se trouvent à 1 minute à pied du terminus du tramway et à 5 minutes de la gare de Miyajimaguchi.
Miyajimaguchi possède une auberge de jeunesse à 3 minutes du ferry au bord de la Route 2.